# Vrhovno zapovjedništvo vojske (Austro-Ugarska)
Vrhovno zapovjedništvo vojske (njem. Armee-Oberkommando) je bilo najviše vojno zapovjedno tijelo austrougarske vojske u Prvom svjetskom ratu. Isto je formirano 25. srpnja 1914., te je djelovalo sve do kraja rata.

## Formiranje
Vrhovno zapovjedništvo vojske osnovano je 25. srpnja 1914. godine na početku austrougarske mobilizacije i početka Prvog svjetskog rata. Isto je osnovano na temelju mirnodopskog Carskog i kraljevskog Glavnog stožera oružanih snaga (njem. K.u.K Generalstab der gesamten bewaffneten Macht). Neposredno prije formiranja Vrhovnog zapovjedništva, 11. srpnja 1914. car Franjo Josip je imenovao i nadvojvodu Fridrika vrhovnim zapovjednikom vojske. Stvarno zapovjedništvo vojske bilo je međutim, u rukama načelnika Vrhovnog zapovjedništva generala pješaštva Franza Conrada von Hötzendorfa. Iako je Fridrik imao znatnu vojnu izobrazbu i iskustvo, vođenje operacija je prepustio Conradu, ograničavajući svoju ulogu u pomaganju Conradu, posebno u rješavanju sukoba koje je Conrad imao s drugima, posebice njemačkim saveznicima.
Vrhovno zapovjedništvo vojske je u početku rata trebalo rukovoditi svim kopnenim operacijama austrougarske vojske, kao i operacijama austrougarske ratne mornarice i Dunavske flotile. Međutim, nakon mobilizacije, 31. srpnja 1914. general topništva Oskar Potiorek, imenovan je zapovjednikom Balkanske vojske. Potiorek je 21. kolovoza 1914. uspio ishoditi da Balkanska vojska bude neposredno podređena caru, tako da je od tada Vrhovno zapovjedništvo rukovodilo operacijama kopnene vojske samo na Istočnom bojištu. S raspuštanjem zapovjedništva Balkanske vojske 22. prosinca 1914., Vrhovno zapovjedništvo preuzelo je vođenje svih kopnenih operacija austrougarske vojske. Ratna mornarica imala je znatnu slobodu djelovanja, te je operacijama austrougarske flote operativno rukovodio admiral Anton Haus koji je imenovan vrhovnim zapovjednikom ratne mornarice.

## Sjedište
Nakon formiranja, Vrhovno zapovjedništvo je imalo sjedište u Beču. Ubrzo međutim, 16. kolovoza 1914., zapovjedništvo se premjestilo u tvrđavu Przemysl. U navedenoj tvrđavi ostalo je do Bitke kod Rawa-Ruske nakon čega se zapovjedništvo zbog ruskog napredovanja premjestilo u Neu-Sandez. Ubrzo se međutim, s okončavanjem borbi kod Varšave i Ivangoroda, sjedište zapovjedništva premjestilo u Teschen gdje je sjedište ostalo iduće dvije godine. Nakon što je car Karlo preuzeo zapovjedništvo nad vojskom, sjedište zapovjedništva je premješteno u bečko predgrađe Baden gdje je ostalo do kraja rata.

## Vrhovni zapovjednik vojske
I prije službenog početka rata car Franjo Josip, koji je počeo osjećati teret svojih godina, te je često i pobolijevao, imenovao je 11. srpnja 1914. nadvojvodu Fridrika vrhovnim zapovjednikom vojske. Iako je Fridrik u tom svojstvu bio nadređen načelniku Vrhovnog zapovjedništva, u stvarnosti je vojskom operativno upravljao načelnik Vrhovnog vojnog zapovjedništva Franz Conrad von Hötzendorf. Nakon smrti cara Franje Josipa njegov nasljednik Karlo I. je 2. prosinca 1916. osobno preuzeo zapovjedništvo nad vojskom tako da je on kao car bio i vrhovni zapovjednik vojske. Nadvojvoda Fridrik pak obnašao dužnost zamjenika vrhovnog zapovjednika i to do 11. veljače 1917. kada je razriješen i te dužnosti. Car Karlo je 3. studenog 1918. vrhovno zapovjedništvo vojske povjerio feldmaršalu Hermannu Kövessu von Kövessházi koji je do tada zapovijedao grupom armija na Solunskom bojištu. Do njegovog dolaska dužnost vrhovnog zapovjednika je obnašao načelnik vrhovnog zapovjedništva Artur Arz von Straussenburg. Feldmaršal Kövess je dužnost vrhovnog zapovjednika preuzeo 11. studenog 1918., te je navedenu dužnost obnašao do 20. prosinca 1918. u kojem razdoblju je bio gotovo u neprekidnom sukobu s novim vlastima.

## Načelnik Vrhovnog zapovjedništva vojske
S formiranjem Vrhovnog zapovjedništva njegovim načelnikom imenovan je general pješaštva Franz Conrad von Hötzendorf koji je i operativno rukovodio vojnim operacijama austrougarske vojske. Conrad je dužnost načelnika obnašao do 2. ožujka 1917. kada ga je na tom mjestu zamijenio general pješaštva Artur Arz von Straussenburg koji je dužnost načelnika obnašao do kraja rata.

## Organizacija
Vrhovno zapovjedništvo se nakon osnivanja sastojalo od dva osnovna odjela i to Operativnog odjela i Pozadinskog odjela. Operativni odjel sastajao se od tri ureda i to upravnog ureda koje je vodilo upravne poslove, obavještajnog ureda koji je vodio obavještajne poslove, te operativnog ureda u čijoj je nadležnosti bilo vođenje operacija. Operativni odjel vodio je pukovnik Josef Metzger, a od travnja 1917. pukovnik Alfred von Waldstätten. Pozadinski odjel u čijoj je nadležnosti bio transport, logistika i komunikacije vodio je general bojnik Franz Kanik.
Postojanje dvaju neovisnih odjela unutar vrhovnog zapovjedništva čije su se nadležnosti i preklapale, nije se u praksi pokazalo kao najbolje rješenje. Stoga je početkom siječnja 1916. provedena reorganizacija Vrhovnog zapovjedništva. Tako je s 1. siječnjem 1916. ukinut Pozadinski odjel kao zaseban odjel ravnopravan Operativnom, te se reorganiziran kao intendantski odjel ravnopravan s preostala tri ureda u okviru Operativnog odjela na čijem čelu se nalazio glavni intendant. Uz navedeni intendantski ured formirani su i ured za transport i ured za telegraf u čijem sastavu je djelovao zasebni ured za poštu. 
U proljeće 1918. Vrhovno zapovjedništvo je organizirano u šest odjela i to operativni odjel, upravni odjel, intendantski odjel, obavještajni odjel, telegrafski odjel, te željeznički odjel. U lipnju formiran je ukrajinski odjel, a početkom listopada zrakoplovni odjel, kao osmi odjel u okviru Vrhovnog zapovjedništva. Ured ratnog dopisništva bio je pod neposrednom upravom Vrhovnog zapovjedništva. Također, u okviru Vrhovnog zapovjedništva, djelovali su i predstavnici ministarstva vanjskih poslova, kao i predstavnici austrijske i ugarske vlade koje su činile dvojnu monarhiju. Pri Vrhovnom zapovjedništvu djelovao je i predstavnik njemačkog Glavnog stožera. Od početka rata pa do siječnja 1915. to je bio general poručnik Hugo von Freytag-Loringhoven, dok je od siječnja 1915. tu dužnost obnašao general bojnik August von Cramon.

## Vojne dužnosti

### Vrhovni zapovjednici vojske
Nadvojvoda Fridrik (11. srpnja 1914. – 2. prosinca 1916.)

Karlo I. (2. prosinca 1916. – 3. studenog 1918.)

Hermann Kövess von Kövessháza (3. studenog 1918. – 20. prosinca 1918.)

### Načelnici Vrhovnog zapovjedništva vojske
Franz Conrad von Hötzendorf (kolovoz 1914. – ožujak 1917.)
Artur Arz von Straussenburg (ožujak 1917. – studeni 1918.)

### Načelnici operativnog odjela Vrhovnog zapovjedništva vojske
Josef Metzger (kolovoz 1914. – travanj 1917.)

Alfred von Waldstätten (travanj 1917. – studeni 1918.)

### Predstavnici njemačke vojske pri Vrhovnom zapovjedništvu
Hugo von Freytag-Loringhoven (kolovoz 1914. – siječanj 1915.)

August von Cramon (siječanj 1915. – studeni 1918.)

## Vanjske poveznice
(njem.) Vrhovno zapovjedništvo vojske na stranici Archivinformationssystem.at

(mađ.) Vrhovno zapovjedništvo vojske na stranici Elib.hu

(češ.) Vrhovno zapovjedništvo vojske na stranici Valka.cz